# Lữ Văn Đức
Lữ Văn Đức (chữ Hán: 吕文德 hay 徳, ? – 1269), xước hiệu là Hắc hôi đoàn (nắm tro đen), người huyện An Phong, Túc Châu , là tướng lĩnh kháng Mông cuối đời Nam Tống trong lịch sử Trung Quốc.

## Cuộc đời và sự nghiệp

### Bảo vệ Lưỡng Hoài
Ban đầu Văn Đức bán củi kiếm sống.  Năm Thiệu Định thứ 6 (1233), đi theo Hoài Đông chế trí sứ Triệu Quỳ.   Không rõ binh nghiệp của Văn Đức trong vài năm sau đó ra sao?  Năm Gia Hi đầu tiên (1237), Văn Đức đã làm đến Trì Châu đô thống chế, cứu viện An Phong, cùng Đỗ Cảo giữ thành, đẩy lui quân Mông Cổ.  Năm sau, Cảo sai con trai Đỗ Thứ đưa Văn Đức, Niếp Bân soái quân tinh nhuệ mai phục những nơi yếu hại, đẩy lui quân Mông Cổ. 
Tháng 3 ÂL năm Thuần Hữu đầu tiên (1241), Văn Đức nhận chức Tri Lư Châu.  Đầu năm thứ 3 (1243), được làm Phúc Châu quan sát sứ, Thị vệ mã quân phó đô chỉ huy sứ, tổng chế Lưỡng Hoài quân mã.  Từ đây, Văn Đức trở thành chủ tướng trấn giữ một phương của nhà Nam Tống. Cuối năm ấy, triều đình xét công khó nhọc ở Biện, Hào, Giao, Truy, Văn Đức được tiến trật 4 đẳng. 
Năm thứ 4 (1244), Văn Đức giải vây cho phủ Thọ Xuân, triều đình cấp trăm vạn xâu tiền để khao quân.  Tháng 6 ÂL, Văn Đức kiêm chức Hoài Tây chiêu phủ sứ, Tri Hào Châu, tiết chế quân đội 4 châu Hào, Phong, Thọ, Bạc. 
Tháng 2 ÂL năm thứ 5 (1245), Văn Đức đánh bại quân Mông Cổ, giành lại thành Ngũ Hà, được tiến 2 (hoặc 3) trật.  Tháng 4 ÂL, được thăng làm Xu mật phó sứ.  Tháng 7 ÂL đến tháng 7 ÂL năm sau (1246), Văn Đức nhiều lần tâu lên tình hình đẩy lui quân Mông Cổ, triều đình thưởng tuất cho tướng sĩ; ông cũng được thăng cấp. 
Tháng 2 ÂL năm thứ 8 (1248), Văn Đức điều quân giải vây Tứ Châu, được triều đình khen thưởng. 

### Bảo vệ tây nam
Bấy giờ quân Mông Cổ sau khi chinh phục Thổ Phồn, Đại Lý, bắt đầu tấn công vào mặt tây nam của nhà Nam Tống. Tháng 5 ÂL, Văn được trừ chức Thị vệ mã quân đô chỉ huy sứ, còn lại như cũ, gia chức Bảo Khang quân  thừa tuyên sứ, Hữu lĩnh quân Vệ thượng tướng quân, Xu mật viện phó đô thừa chỉ kiêm Tri Hào Châu. Tháng 8 ÂL năm sau (1249), được tiến quan 2 đẳng.  Từ đây Văn Đức được triều đình chuyển sang bảo vệ mặt tây nam.
Tháng 7 ÂL năm Bảo Hữu thứ 2 (1254), triều đình lấy Văn Đức – đang ở chức Hồ Bắc an phủ, Tri Hạp Châu – làm Tổng thống Giang Lăng, Hán Dương, Quy, Hạp, Tương, Dĩnh quân mã sự, tạm đặt tư ở Công An, cứu ứng các nơi.  Tháng 7 ÂL năm thứ 3 (1255), được làm Tri Ngạc Châu, tiết chế Đỉnh, Lễ, Thần, Nguyên, Tĩnh 5 châu. 
Tháng 7 ÂL năm thứ 5 (1257), Văn Đức vào Bá Châu , triều đình hạ chiếu cho Kinh Hồ quân cấp vạn lạng bạc, nhờ đó ông đắp thành Hoàng Bình. Quân Mông Cổ theo lối Quảng Tây vào Quý Châu đánh Tống, đến đầu năm Khai Khánh đầu tiên (1259), Văn Đức được khen ngợi nhờ công lao đắp thành. 
Tháng 3 ÂL cùng năm, Văn Đức được làm Bảo Khang quân tiết độ sứ, Tứ Xuyên chế trí phó sứ kiêm Tri Trùng Khánh phủ.  Tháng 4 ÂL, được làm Tứ Xuyên tổng lĩnh tài phú. Tháng 5 ÂL, Văn Đức giao chiến với quân Mông Cổ ở Đạt Châu.  Tháng 6 ÂL, Văn Đức chặt đứt cầu nổi, thông đường sang đất Thục, tiến vào Trùng Khánh. Văn Đức thừa thắng xuôi dòng Gia Lăng, hòng tăng viện cho thành Điếu Ngư, bị tướng Mông Cổ là Sử Thiên Trạch đánh bại, chạy về Trùng Khánh.  Sau khi Mông Ca hãn băng, Hợp Châu được giải vây, triều đình xét công, cho Văn Đức làm Kiểm hiệu thiếu sư. 
Tháng 11 ÂL, Văn Đức từ Trùng Khánh tham gia cứu viện Ngạc Châu, nhân đêm tối vào thành, giúp cho việc phòng thủ càng thêm chắc chắn.  Viện quân do Giả Tự Đạo tiết chế, trong quân còn có các tướng Tào Thế Hùng, Hướng Sĩ Bích và Cao Đạt, họ đều xem thường Tự Đạo, riêng Văn Đức nịnh hót ông ta; thành ra Tự Đạo ghét 3 người kia, mà thân với ông.  Tháng 11 nhuận, được làm Kiểm hiệu thiếu bảo, Kinh Tây, Hồ Bắc an phủ sứ kiêm chế trí sứ, Tri Ngạc Châu kiêm Thị vệ mã quân đô chỉ huy sứ.  Tháng 2 ÂL năm Cảnh Định đầu tiên (1260), Văn Đức được thưởng công cứu viện Ngạc Châu, nhận trăm vạn tiền xâu, trăm khoảnh ruộng tốt ở Chiết Tây. Tháng 4 ÂL, được kiêm chức Quỳ Lộ sách ứng sứ. Tháng 4 ÂL năm thứ 2 (1261), Văn Đức vượt cấp làm Thái úy, Kinh Hồ an phủ chế trí đồn điền sứ, Quỳ Lộ sách ứng sứ kiêm Tri Ngạc Châu, rồi được kiêm Hồ Quảng tổng lĩnh tài phú. 

### Những năm cuối đời
Vì Mông Cổ chủ soái Hốt Tất Liệt từ bỏ Ngạc Châu quay về phương bắc tranh giành đế vị, nội bộ Mông Cổ phân tranh không dứt, nên biên cảnh không có chiến sự gì lớn. Trong khi đó, Văn Đức đố kỵ công lao của bộ tướng cũ của danh tướng Mạnh Củng là Lưu Chỉnh, bức bách Chỉnh dâng Lư Châu đầu hàng Mông Cổ. Thượng cấp của Chỉnh là Du Hưng tấn công Lư Châu, bị Chỉnh đánh bại.  Tháng 8 ÂL, Văn Đức được kiêm Tứ Xuyên tuyên phủ sứ,  tiến đánh Lư Châu.  Tháng 10 ÂL, chiếm được bảo ngoài thành, đắp lũy tính kế lâu dài.  Tháng giêng ÂL năm Cảnh Định thứ 3 (1262), Văn Đức giành lại Lư Châu, được tiến chức Khai phủ nghi đồng tam tư. 
Tháng 12 ÂL, Văn Đức sau nhiều lần dâng sớ từ chối kiêm chức Tứ Xuyên tuyên phủ, triều đình đồng ý, nhưng vẫn cho kiêm chức Tứ Xuyên sách ứng sứ. Tháng 2 ÂL năm thứ 4 (1263), Văn Đức đào hào đắp thành ở Ngạc Châu, Thường, Lễ hoàn tất, được triều đình khen ngợi. Tháng 3 ÂL, được làm Ninh Vũ, Bảo Khang quân tiết độ sứ. Tháng 6 ÂL, Văn Đức nhờ chuyên tâm sửa chữa thành trì, được thăng quan 1 chuyến. 
Người Mông Cổ dùng kế của Lưu Chỉnh, hối lộ Văn Đức một cái đai ngọc, đề nghị đặt Giác trường bên ngoài Tương, Phàn để tiến hành Hỗ thị, ông đồng ý . Người Mông Cổ lại đề nghị cho đắp tường đất để bảo vệ hàng hóa, ban đầu Văn Đức không đồng ý, về sau nghĩ đến lợi ích từ việc hỗ thị mà đồng ý. Tháng 7 ÂL, người Mông Cổ đắp tường đất, ngoài thì tiến hành hỗ thị, trong thì đắp tường bảo. Từ đây người Mông Cổ có cơ sở để vừa chẹn đường quân Tống chi viện nam bắc, vừa uy hiếp Tương, Phàn, Văn Đức hối hận thì đã muộn. 
Năm thứ 5 (1265), Tống Lý Tông băng, Giả Tự Đạo bỏ quan mà đi, sai Văn Đức hoang báo quân Mông Cổ đánh gấp xuống sông Đà (nhánh của Trường Giang). Triều đình cả sợ, Độ Tông và Tạ thái hậu làm chiếu khởi dụng Tự Đạo. 
Năm Hàm Thuần thứ 3 (1267), được gia thụ Thiếu phó. 
Năm thứ 4 (1268), tướng Mông Cổ là bọn Lưu Chỉnh, A Truật bàn nhau đắp thành ở Bạch Hà khẩu cùng Lộc Môn sơn, hòng chẹn đường vận lương cho Tương, Phàn. Tướng Tống giữ Tương Dương là Lữ Văn Hoán cáo cấp, nhưng Văn Đức chẳng coi ra gì. 
Tháng 10 ÂL năm thứ 5 (1269), được tiến phong Sùng quốc công, tăng thực ấp 700 hộ. Tháng 11 ÂL, trí sĩ, được đặc thụ Thiếu sư, tiến phong Vệ quốc công. Tháng 12 ÂL, mất, được tặng Thái phó, ban thụy là Vũ Trung.  Tháng 12 ÂL năm Đức Hữu đầu tiên (1275), được truy phong Hòa Nghĩa quận vương. 

## Gia quyến
Văn Đức là tướng lãnh trọng yếu cuối đời Nam Tống, thành ra thân thích, cố cựu cũng được hiển hách. Các em trai Văn Hoán, Văn Tín, em họ Văn Phúc, các con trai Sư Quỳ, Sư Mạnh, Sư Thuyết, Sư Đạo, con rể Phạm Văn Hổ, đồng hương Hạ Quý đều là tướng lãnh, hình thành một tập đoàn quân sự ở biên thùy nhà Tống. Do Văn Đức xu nịnh quyền thần Giả Tự Đạo, tập đoàn quân sự này có thể xem là binh lực của riêng Tự Đạo, góp một tay giúp Tự Đạo khuynh đảo triều chính một thời.
Sau khi Văn Hoán dâng Tương Dương cho nhà Nguyên, con cháu họ Lữ nhanh chóng quy hàng, Phạm Văn Hổ, Hạ Quý sau đó cũng lần lượt đầu hàng.

## Khảo chứng
1. ^  TK1, quyển 1: Văn Đức, người An Phong,... TK1, quyển 3: Văn Đức có hiệu là Hắc hôi đoàn...
2. ^  TK1, quyển 1: ... khôi ngô dũng hãn, thường bán củi trong thành...
3. ^  TK1, quyển 1: Triệu Quỳ ở bên đường trông thấy ông cởi giày, (bàn chân) dài đến 1 chỉ [8], lấy làm lạ. (Triệu Quỳ dò hỏi thì) được biết: là người bán củi ở An Phong, bèn sai viên lại tìm nhà của ông. Gặp lúc Văn Đức đi săn, đến chiều mới vác cọp, hươu đều một con trở về, giữ viên lại qua đêm, rồi cùng ứng triệu, được giữ lại trước trướng; ở biên thùy lập công nên được thăng tiến.
4. ^  TK2, quyển 169, Tống kỷ 169, Tống Lý Tông – năm Gia Hi đầu tiên (Mông Cổ Thái Tông – năm thứ 9): (Mông Cổ tông vương) Côn Bố Cáp... bèn tấn công An Phong, Đỗ Cảo hoàn thiện việc sửa chữa để phòng thủ... Gặp lúc người An Phong là Trì Châu đô thống chế Lữ Văn Đức đột vây vào thành, hợp sức kháng cự, quân Mông Cổ bèn lui về.
5. ^  TK1, quyển 1: (Đỗ Cảo) sai con trai là Thứ coi xét Lữ Văn Đức, Niếp Bân phục quân tinh nhuệ ở nơi yếu hại; người Mông Cổ không thể tiến, bèn đưa quân về. TK2, quyển 169, Tống kỷ 169, Tống Lý Tông – năm Gia Hi thứ 2 (Mông Cổ Thái Tông – năm thứ 10): (tương tự)
6. ^  TK2, quyển 170, Tống kỷ 170, Tống Lý Tông – năm Thuần Hữu đầu tiên (Mông Cổ Thái Tông – năm thứ 13): ... tháng 3, ngày ất tị, tân Tri Lư Châu Lữ Văn Đức vào triều từ biệt, đế nói: "Gần đây chư quân Hoài Tây mạo lạm hư danh rất nhiều, riêng 3 vạn du kích thì quá lắm, cần tinh giản lại."
7. ^  TK1, quyển 2: Lữ Văn Đức (làm) tổng thống Lưỡng Hoài xuất chiến quân mã. TK2, quyển 170, Tống kỷ 170, Tống Lý Tông – năm Thuần Hữu thứ 3 (Mông Cổ Thái Tông hoàng hậu xưng chế – năm thứ 2): Mùa xuân, tháng giêng... Ngày bính ngọ, lấy Lữ Văn Đức làm Phúc Châu quan sát sứ, Thị vệ mã quân phó đô chỉ huy sứ, tổng chế Lưỡng Hoài quân mã. TK3, quyển 42, Bản kỷ 42, Lý Tông kỷ 2: Ngày Ất sửu tháng 2, lấy Lữ Văn Đức làm Phúc Châu quan sát sứ, Thị vệ mã quân phó đô chỉ huy sứ, tổng thống Lưỡng Hoài xuất chiến quân mã, phòng ngự biên thùy.
8. ^  TK2, quyển 171, Tống kỷ 171, Tống Lý Tông – năm Thuần Hữu thứ 3 (Mông Cổ Thái Tông hoàng hậu xưng chế – năm thứ 2): Tháng 12... Ngày Tân sửu, Thị vệ mã quân phó đô chỉ huy sứ, tổng chế Lưỡng Hoài quân mã Lữ Văn Đức, xét công khó nhọc ở Biện, Hào, Giao, Truy, tiến trật 4 đẳng.
9. ^  TK3, quyển 43, Bản kỷ 43, Lý Tông kỷ 3: Năm thứ 4... Tháng 5... Ngày mậu ngọ, quân Đại Nguyên vây phủ Thọ Xuân. Lữ Văn Đức tiết chế thủy lục chư quân giải vây có công, (Đế) hạ chiếu cho Xu mật viện bàn bạc, phát trăm vạn xâu tiền, đến Lưỡng Hoài chế tư để khao quân. TK2, quyển 171, Tống kỷ 171, Tống Lý Tông – năm Thuần Hữu thứ 4 (Mông Cổ Thái Tông hoàng hậu xưng chế – năm thứ 3): Tháng 5... Ngày mậu ngọ, quân Mông Cổ vây Thọ Xuân, Lữ Văn Đức soái thủy lục chư quân chống lại.
10. ^  TK3, quyển 43, Bản kỷ 43, Lý Tông kỷ 3: Năm thứ 4... Tháng 6... Ngày sóc Canh ngọ, Lữ Văn Đức vẫn giữ chức Thị vệ mã quân phó đô chỉ huy sứ, kiêm Hoài Tây chiêu phủ sứ, Tri Hào Châu. TK2, quyển 171, Tống kỷ 171, Tống Lý Tông – năm Thuần Hữu thứ 4 (Mông Cổ Thái Tông hoàng hậu xưng chế – năm thứ 3): Tháng 6... lấy Lữ Văn Đức kiêm chức Hoài Tây chiêu phủ sứ, kiêm chức Tri Hào Châu, tiết chế quân đội các châu Hào, Phong, Thọ, Bạc. TK1, quyển 2: Tháng 6, Lữ Văn Đức vẫn giữ chức Thị vệ mã quân phó đô chỉ huy sứ, kiêm Hoài Tây chiêu phủ sứ, tiết chế quân đội các châu Hào, Phong, Thọ, Bạc, kiêm Tri Hào Châu.
11. ^  TK3, quyển 43, Bản kỷ 43, Lý Tông kỷ 3: Năm thứ 5... Tháng 2... Ngày giáp tuất, thu phục Ngũ Hà, hạ chiếu cho Lữ Văn Đức tiến 3 trật... TK2, quyển 171, Tống kỷ 171, Tống Lý Tông – năm Thuần Hữu thứ 5 (Mông Cổ Thái Tông hoàng hậu xưng chế – năm thứ 4): Tháng 2... Ngày giáp tuất, Lữ Văn Đức đánh bại quân Mông Cổ ở Ngũ Hà, giành lại thành ấy; hạ chiếu cho tiến 2 trật.
12. ^  TK2, quyển 171, Tống kỷ 171, Tống Lý Tông – năm Thuần Hữu thứ 5 (Mông Cổ Thái Tông hoàng hậu xưng chế – năm thứ 4): Mùa hạ, tháng 4, ngày Quý mùi, lấy Lữ Văn Đức làm Xu mật phó sứ, vẫn giữ chức Hoài Tây chiêu phủ sứ, Tri Hào Châu.
13. ^  TK3, quyển 43, Bản kỷ 43, Lý Tông kỷ 3: Năm thứ 5... Mùa thu, tháng 7 Lữ Văn Đức nói đã cùng quân Đại Nguyên giao chiến ở Ngũ Hà ải khẩu, lại giao chiến ở Hào Châu, quân Đại Nguyên lui về. Hạ chiếu cho Văn Đức tổ chức đồn trú cho tướng sĩ đã chiến đấu của chư quân, khen thưởng có phân biệt... Năm thứ 6... Mùa hạ, tháng 4... Ngày mậu tuất, Lữ Văn Đức nói: "Mùa xuân năm nay quân phương bắc đánh Lưỡng Hoài, bọn thống chế Uông Hoài Trung đánh trả ở Triệu Gia Viên, giành lại nhân dân bị bắt đi; bọn lộ kiềm Hạ Quý, tri châu Vương Thành, Nghê Chánh soái thủy quân cứu viện An Phong, giao chiến mấy trận, nhiều tướng sĩ trận vong." Hạ chiếu tặng quan cho Nghê Chánh 3 chuyến, một con trai được làm Thừa tín lang; tặng quan Hứa Thông, Hạ Khuê, Tôn Tài Giang Đức Tiên đều 2 chuyến, một con trai được làm Hạ ban chi ứng [9], cấp tiền xâu tặng tuất cho gia đình họ; còn tướng sĩ lập công được ân thưởng có phân biệt. Mùa thu, tháng 7... Ngày kỷ tị, Lữ Văn Đức nói "Quân phương bắc vây thành Thọ Xuân thành, quân châu đến Hoàng Gia Huyệt, bọn tổng quản Tôn Kỳ, Lữ Văn Tín, Hạ Quý giao chiến ở Long Cương có công." Hạ chiếu thăng quan Văn Đức 1 chuyến, còn lại ban chuyến theo thứ tự; bọn Đổng Tiên 22 người tử trận, 437 người bị thương được tặng tuất và ân thưởng có phân biệt.
14. ^  TK3, quyển 43, Bản kỷ 43, Lý Tông kỷ 3: Năm thứ 8, mùa xuân, tháng giêng... Ngày Đinh hợi, Triệu Quỳ nói Lữ Văn Đức gấp sai chư tướng giải vây Tứ Châu có công. Hạ chiếu thăng chuyến và ân thưởng có phân biệt.
15. ^  TK2, quyển 172, Tống kỷ 172, Tống Lý Tông – năm Thuần Hữu thứ 8 (Mông Cổ Định Tông – năm thứ 3): Tháng 5... Ngày ất sửu, hạ chiếu: "... Lữ Văn Đức được trừ chức Thị vệ mã quân đô chỉ huy sứ, còn lại như cũ, gia chức Bảo Khang quân thừa tuyên sứ, Hữu lĩnh quân Vệ thượng tướng quân, Xu mật viện phó đô thừa chỉ kiêm Tri Hào Châu." Tống Lý Tông – năm Thuần Hữu thứ 9 (Mông Cổ Định Tông hoàng hậu xưng chế – năm đầu tiên): ... Tháng 8,... Ngày mậu ngọ, hạ chiếu: "Mùa xuân năm nay quân phương bắc xâm phạm biên cương, Lữ Văn Đức chỉ huy tướng sĩ, lập nhiều kỳ công, cho tiến quan 2 đẳng."
16. ^  TK2, quyển 174, Tống kỷ 174, Tống Lý Tông – năm Bảo Hữu thứ 2 (Mông Cổ Hiến Tông – năm thứ 4): Mùa thu, tháng 7,... Ngày Nhâm tuất, lấy Hồ Bắc an phủ, Tri Hạp Châu Lữ Văn Đức làm Tổng thống Giang Lăng, Hán Dương, Quy, Hạp, Tương, Dĩnh quân mã sự, tạm đặt tư ở Công An, cứu ứng các nơi.
17. ^  TK3, quyển 44, Bản kỷ 44, Lý Tông kỷ 4: Năm thứ 3,... Mùa thu, tháng 7,... Ngày Quý sửu, lấy Lữ Văn Đức làm Tri Ngạc Châu, tiết chế Đỉnh, Lễ, Thần, Nguyên, Tĩnh 5 châu. TK2, quyển 174, Tống kỷ 174, Tống Lý Tông – năm Bảo Hữu thứ 2 (Mông Cổ Hiến Tông – năm thứ 4): Mùa thu, tháng 7,... Ngày Quý sửu, lấy Lữ Văn Đức làm Tri Ngạc Châu, tiết chế Đỉnh, Lễ, Thần, Nguyên, Tĩnh 5 châu.
18. ^  TK3, quyển 44, Bản kỷ 44, Lý Tông kỷ 4: Năm thứ 5... Mùa thu, tháng 7,... Ngày Ất hợi, Lữ Văn Đức vào Bá Châu, hạ chiếu cho Kinh Hồ cấp vạn lạng bạc. Năm Khai Khánh đầu tiên, tháng giêng,... Ngày Quý sửu, hạ chiếu (nói) Lữ Văn Đức đắp thành Hoàng Bình, vào sâu đất Man, phủ dụ có phương pháp, cho thăng quan 3 chuyến.
19. ^  TK3, quyển 44, Bản kỷ 44, Lý Tông kỷ 4: Năm Khai Khánh đầu tiên,... Tháng 3,... Ngày Đinh tị, lấy Lữ Văn Đức làm Bảo Khang quân tiết độ sứ, Tứ Xuyên chế trí phó sứ kiêm Tri Trùng Khánh phủ. TK2, quyển 175, Tống kỷ 175, Tống Lý Tông – năm Khai Khánh đầu tiên (Mông Cổ Hiến Tông – năm thứ 9): Tháng 3,... Ngày đinh tị, lấy Lữ Văn Đức làm Tứ Xuyên chế trí phó sứ.
20. ^  TK3, quyển 44, Bản kỷ 44, Lý Tông kỷ 4: Năm Khai Khánh đầu tiên,... Mùa hạ, tháng 4,... Ngày Bính thân, Lữ Văn Đức kiêm Tứ Xuyên tổng lĩnh tài phú... Tháng 5,... Ngày Ất mão, Đạt Châu tâu lên chiến công của bọn Lữ Văn Đức, hạ chiếu thăng bổ tướng sĩ có công.
21. ^  TK3, quyển 44, Bản kỷ 44, Lý Tông kỷ 4: Năm Khai Khánh đầu tiên,... Tháng 6, ngày Giáp tuất, Lữ Văn Đức đưa quân vào Trùng Khánh... Rồi khen công thông đường của Lữ Văn Đức, mệnh cho kiêm lĩnh Mã quân hành tư. TK2, quyển 175, Tống kỷ 175, Tống Lý Tông – năm Khai Khánh đầu tiên (Mông Cổ Hiến Tông – năm thứ 9): Tháng 6, Lữ Văn Đức nhân gió thuận, đánh cầu nổi ở Phù Châu, ra sức chiến đấu, vào được Trùng Khánh, lập tức soái hơn ngàn cỗ Mông đồng, ngược dòng Gia Lăng mà tiến. Sử Thiên Trạch của Mông Cổ chia quân làm 2 cánh, thuận dòng tấn công, Văn Đức thua chạy, Thiên Trạch đuổi đến Trùng Khánh thì về. TK4: quyển 155, Liệt truyện 42, Sử Thiên Trạch truyện: Tướng Tống là Lữ Văn Đức đem ngàn cỗ Mông đồng, ngược dòng Gia Lăng mà tiến. Quân phương bắc nghênh chiến thất bại. Đế mệnh Thiên Trạch chống lại, bèn chia quân làm 2 cánh, chặn sông vãi tên, đích thân soái thủy quân thuận dòng tấn công, 3 trận thắng cả 3, đoạt hơn trăm cỗ chiến hạm, đuổi đến Trùng Khánh thì về.
22. ^  TK2, quyển 175, Tống kỷ 175, Tống Lý Tông – năm Khai Khánh đầu tiên (Mông Cổ Hiến Tông – năm thứ 9): Mùa đông, tháng 10,... Lữ Văn Đức thụ chức Kiểm hiệu thiếu sư.
23. ^  TK4: quyển 4, Bản kỷ 4, Thế Tổ kỷ 1: Năm kỷ mùi,... Tháng 9,... gặp lúc tướng Tống là Lữ Văn Đức từ Trùng Khánh đến, bọn Bạt Đô Nhi nghênh chiến, Văn Đức nhân đêm tối vào Ngạc thành, phòng thủ càng chắc chắn.
24. ^  TK3, quyển 474, Liệt truyện 233, Gian thần truyện 4, Giả Tự Đạo truyện: Cao Đạt ở trong vòng vây, cậy mình vũ dũng, xem thường Tự Đạo, mỗi khi thấy (Tự Đạo) đốc chiến, lập tức bỡn rằng: "Người đội khăn lớn [10] làm sao chịu nổi!" Sắp giao chiến, ắt đợi Tự Đạo đích thân đến úy lạo thì mới ra, nếu không thì cho binh sĩ gây huyên náo trước cửa doanh trướng. Lữ Văn Đức nịnh hót Tự Đạo, sai người kêu rằng: "Tuyên phủ ở đây, sao dám làm thế!" Tào Thế Hùng, Hướng Sĩ Bích đều ở trong quân, làm việc không báo cáo, do vậy Tự Đạo căm hận bọn họ. (Tự Đạo) lấy cớ tra xét các loại binh phí, Thế Hùng, Sĩ Bích đều bị tội chiếm đoạt tiền công mà chịu biếm đi châu xa. (Tự Đạo) thường khuyên đế giết Đạt, đế biết ông ta có công, không nghe. Đến khi luận công, lấy Văn Đức làm đệ nhất, còn Đạt ở ngôi thứ.
25. ^  TK2, quyển 175, Tống kỷ 175, Tống Lý Tông – năm Khai Khánh đầu tiên (Mông Cổ Hiến Tông – năm thứ 9): Tháng 11 nhuận,... Ngày Giáp thân,... (lấy) Lữ Văn Đức làm Kiểm hiệu thiếu bảo, Kinh Tây, Hồ Bắc an phủ sứ kiêm chế trí sứ, Tri Ngạc Châu kiêm Thị vệ mã quân đô chỉ huy sứ.
26. ^  TK3, quyển 45, Bản kỷ 45, Lý Tông kỷ 5: Tháng 2,... Ngày Kỷ dậu,... ban cho Lữ Văn Đức trăm vạn tiền xâu, trăm khoảnh ruộng tốt ở Chiết Tây... Mùa hạ, tháng 4,... Ngày Quý hợi, lấy Lữ Văn Đức kiêm chức Quỳ Lộ sách ứng sứ. Năm thứ 2,... Mùa hạ, tháng 4,... Ngày Bính thân, cho Lữ Văn Đức vượt cấp làm Thái úy, Kinh Hồ an phủ chế trí đồn điền sứ, Quỳ Lộ sách ứng sứ kiêm Tri Ngạc Châu... Ngày nhâm dần, lấy Lữ Văn Đức kiêm Hồ Quảng tổng lĩnh tài phú.
27. ^  TK4: quyển 161, Liệt truyện 48, Lưu Chỉnh truyện: Lữ Văn Đức đố kỵ ông, bày kế sách thì cản trở phá hoại, có công thì dấu đi không báo, cho rằng Du Hưng có hiềm khích với Chỉnh, sai ông ta làm chế trí Tứ Xuyên để mưu giết Chỉnh. Hưng lấy cớ có việc quân để triệu Chỉnh, (Chỉnh) không đi, bèn vu cáo ông; Chỉnh sai sứ tố lên Lâm An, nhưng không đến được. Đến khi 2 tướng Hướng Sĩ Bích, Tào Thế Hùng bị giết, Chỉnh càng thấy nguy hiểm không thể giữ mình, bèn tính kế đầu hàng. Mùa hạ năm Trung Thống thứ 2, Chỉnh đem sổ sách 15 quận, 30 vạn hộ của Lư Châu về hàng... Du Hưng đánh Lư Châu, Chỉnh đem tiền của chia cho sĩ tốt, khích lệ họ chiến đấu; giao chiến mấy chục hợp, đánh bại ông ta. TK2, quyển 176, Tống kỷ 176, Tống Lý Tông – năm Cảnh Định thứ 2 (năm Trung Thống thứ hai của Mông Cổ): Tháng 6,... Giả Tự Đạo vốn căm giận Cao Đạt, Tào Thế Hùng khinh mình, lệnh Lữ Văn Đức nhặt nhạnh tội trạng của họ, bức Thế Hùng chết, Đạt phế bỏ, Chỉnh sợ. Gặp lúc Du Hưng làm soái đất Thục, Chỉnh vốn cùng Hưng có hiềm khích, mà Tự Đạo sắp kiểm tra biên phí, sai quan lại xuống gặp Chỉnh; Chỉnh tố cáo lên triều đình, không đến được, bèn ngầm xin hàng Mông Cổ. Thành Đô kinh lược sứ Lưu Nghi của Mông Cổ sai con trai Nguyên Chấn đi nhận hàng...
28. ^  TK3, quyển 45, Bản kỷ 45, Lý Tông kỷ 5: Tháng 8,... cho Lữ Văn Đức kiêm chức Tứ Xuyên tuyên phủ sứ.
29. ^  TK5, quyển 53, Thu phục Lư Châu tưởng dụ tuyên chế lưỡng khổn lập công tướng soái chiếu: Thủy lục cùng tiến, mưa tuyết đầy đường, vừa đắp bảo để uy hiếp thành trì của địch, vừa tuần tra trên sông để bảo vệ việc vận lương của ta, vừa bất ngờ thiêu hủy nơi chứa thóc của địch, vừa đưa quân tinh nhuệ tiễu diệt viện quân của địch.
30. ^  TK2, quyển 176, Tống kỷ 176, Tống Lý Tông – năm Cảnh Định thứ 2 (năm Trung Thống thứ hai của Mông Cổ): Mùa đông, tháng 10,... Ngày Quý tị, Lữ Văn Đức nói đã hạ bảo bên ngoài Lư Châu, dự định đắp lũy đối diện với sông để vây thành, nhằm tính kế lâu dài, (đế) nghe theo.
31. ^  TK2, quyển 176, Tống kỷ 176, Tống Lý Tông – năm Cảnh Định thứ 3 (năm Trung Thống thứ ba của Mông Cổ): Mùa xuân, tháng giêng,... Ngày Giáp tuất, Lưu Chỉnh soái bộ hạ triều kiến ở Mông Cổ. Lữ Văn Đức bèn giành lại Lô Châu,... Văn Đức được tiến Khai phủ nghi đồng tam tư.
32. ^  TK3, quyển 45, Bản kỷ 45, Lý Tông kỷ 5: Năm thứ 3,... Tháng 12, ngày Tân tị, Lữ Văn Đức lại dâng sớ từ chối kiêm Tứ Xuyên tuyên phủ, hạ chiếu vẫn cho kiêm Tứ Xuyên sách ứng sứ... Năm thứ 4,... Tháng 2,... Ngày Ất hợi, Lữ Văn Đức làm xong việc đào hào đáp thành ở Ngạc Châu, Thường, Lễ, hạ chiếu khen ngợi... Tháng 3, ngày Đinh hợi, lấy Lữ Văn Đức làm Ninh Vũ, Bảo Khang quân tiết độ sứ... Tháng 6,... hạ chiếu nói Lữ Văn Đức chuyên tâm sửa thành, cho thăng quan 1 chuyến...
33. ^  TK1, quyển 3: Chỉnh bèn dâng lời rằng: "Người nam chỉ cậy vào Hắc hôi đoàn, có thể đem lợi mà dụ." Bèn sai sứ tặng đai ngọc cho Văn Đức, xin đặt giác trường bên ngoài thành Tương Dương, Văn Đức đồng ý. Sứ giả nói: "Người nam không đáng tin, giác trường ở các nơi An Phong đều bị cướp bóc, xin được đắp tường đất để bảo vệ." Văn Đức không cho. Sứ giả đi rồi, có người nói với Văn Đức rằng: "Giác trường tin rằng có lợi cho ta (tức Văn Đức), vả lại còn nhân đó thông hảo." Văn Đức cho là phải, nhưng đuổi theo sứ giải không kịp. Đến khi sứ giả quay lại với lời đề nghị cũ, Văn Đức bèn đồng ý, vì thế xin triều đình cho mở giác trường ở bên ngoài Phàn Thành. (Người Mông Cổ) đắp tường đất ở Lộc Môn sơn, ngoài diễn ra hỗ thị, trong đắp bảo. Văn Hoán biết là lừa dối, cả thảy 2 lần gởi lời trình bày, bị viên lại là Trần Văn Bân giấu nhẹm đi. Người phương bắc lại ở thành Bạch hạc đắp bảo thứ 2, Văn Hoán lần nữa trình bày, mới đến được. Văn Đức sững sờ nói: "Làm lỡ việc của triều đình, là ta vậy!" Lập tức tự xin đi cứu viện, gặp lúc phát bệnh rồi mất. TK2, quyển 177, Tống kỷ 177, Tống Lý Tông – năm Cảnh Định thứ 4 (năm Trung Thống thứ tư của Mông Cổ): Lưu Chỉnh nói chúa Mông Cổ rằng: "Người nam chỉ cậy vào Lữ Văn Đức, nhưng có thể lấy lợi mà dụ. Hãy sai sứ đem đai ngọc hối lộ ông ta, xin đặt giác trường ở ngoài thành Tương Dương." (Chúa Mông Cổ) nghe theo. Sứ giả đến Ngạc, đề nghị với Văn Đức, Văn Đức đồng ý. Sứ giả nó: "Người nam không đáng tin, giác trường ở các nơi An Phong đều bị cướp bóc, xin được đắp tường đất để bảo vệ hàng hóa." Văn Đức không cho. Có người nói với Văn Đức rằng: "Giác trường tin rằng có lợi cho ta, vả lại còn nhân đó thông hảo." Văn Đức xin với triều đình. Mùa thu, tháng 7, đặt giác trường ở bên ngoài Phàn Thành, đắp tường đất ở Lộc Môn sơn, ngoài diễn ra hỗ thị, trong đắp tường bảo. Người Mông Cổ lại đắp bảo ở Bạch Hạc. Do vậy địch có chỗ để phòng thủ, nhằm chẹn đường chi viện nam bắc; từ ấy ra quân cướp bóc bên ngoài Tương, Phàn, binh oai càng mạnh. Em Văn Đức là Văn Hoán biết người Mông Cổ lừa dối, gởi thư can ngăn, Văn Đức mới nhận ra, nhưng việc đã rồi, đành tự nhận lỗi mà thôi.
34. ^  TK3, quyển 474, Liệt truyện 233, Gian thần truyện 4, Giả Tự Đạo truyện: Vừa táng Lý Tông, lập tức bỏ quan mà đi, sai Lữ Văn Đức báo quân phương bắc đánh gấp xuống sông Đà, trong triều cả sợ, đế và thái hậu tự tay làm chiếu khởi dụng ông.
35. ^  TK3, quyển 46, Bản kỷ 46, Độ Tông kỷ: Năm thứ 3... Tháng 6, ngày Nhâm tuất, gia thụ Lữ Văn Đức hàm Thiếu phó.
36. ^  TK2, quyển 178, Tống kỷ 178, Tống Độ Tông – năm Hàm Thuần thứ 4 (năm Chí Nguyên thứ năm của Mông Cổ): Tháng 8,... Mông Cổ lấy Lưu Chỉnh làm Đô nguyên soái, cùng A Châu (tức A Truật) bàn việc... Ban đầu, A Châu đi qua Tương Dương, dừng ngựa ở Hổ Đầu sơn, qua đêm tại Bạch Hà khẩu thuộc bờ đông sông Hán, nói: "Nếu đắp lũy ở đây, đường vận lương của Tương Dương có thể cắt đứt được." Tháng 9,... Đến đây Chỉnh cũng bàn đắp thành ở Bạch Hà khẩu cùng Lộc Môn sơn, sai sứ tâu lên, (đế) đồng ý. Vì thế đắp thành ở đất ấy. Lữ Văn Hoán cả sợ, sai người gởi thư gắn sáp báo cho Lữ Văn Đức. Văn Đức giận, còn mắng rằng: "Mày nói sằng những việc vô lý. Ví như có thật, cũng là thành giả mà thôi. Tương, Phàn thành chắc hào sâu, lương thực đủ dùng 10 năm, thế thì Lữ lục (tức Văn Hoán) hãy giữ chắc. Nếu Chỉnh có làm sằng, mùa xuân nước rút, ta đến bắt hắn, e rằng (Chỉnh) khiếp sợ mà bỏ trốn mất rồi!" Người hiểu biết cười trộm lời này.
37. ^  TK3, quyển 46, Bản kỷ 46, Độ Tông kỷ: Năm thứ 5... Mùa đông, tháng 10,... Ngày Kỷ sửu, cho Lữ Văn Đức tiến phong Sùng quốc công, gia thực ấp 700 hộ... Tháng 11, ngày Mậu thìn, Thiếu phó Văn Đức xin trí sĩ, hạ chiếu đặc thụ Thiếu sư, tiến phong Vệ quốc công, y lời xin cho trí sĩ. Tháng 12, ngày Quý dậu, Văn Đức mất, tặng Thái phó, ban thụy là Vũ Trung.
38. ^  TK3, quyển 47, Bản kỷ 47, Doanh quốc công kỷ: Năm Đức Hữu đầu tiên,... Ngày Bính ngọ, truy phong Lữ Văn Đức làm Hòa Nghĩa quận vương.